# Reino de Ámbar
El Reino de Amber, también conocido como Reino de Jaipur o Estado de Jaipur, estaba ubicado en la región nororiental de Rajputana, y estaba gobernado por el clan Kachwaha Rajput. Fue establecido por Dulha Rai, el último gobernante de la dinastía Kachchhapaghata, que emigró a Dausa y comenzó su reino con el apoyo de Chahamanas de Shakambhari con la coalición de la dinastía Gaur de Sheopur en el siglo XII. Durante la mayor parte del siglo XII al XV, el reino sufrió un estancamiento económico, por lo que las fuentes sobre este son escasas. Bajo Raja Chandrasen, Ámbar se convirtió en vasallo de Sisodia, luchando en la batalla de Khanwa bajo el mando del Raja Prithviraj Kachhwaha.
Bajo el mando del Raja Bharmal, quien casó a su hija con Akbar, el reino se alineó con los mogoles. Su hijo y nieto, Raja Bhagwant Das y Raja Man Singh I, fueron generales líderes en el ejército de Akbar, mientras que Mirza Raja Jai Singh I sirvió bajo el mando del emperador mongol Shah Jahan, aunque cayó en desgracia ante Aurangzeb cuando se sospechó que había ayudado a Shivaji a escapar del cautiverio en 1664. Sawai Jai Singh II se convirtió en gobernante durante la decadencia del Imperio mogol, contra los que ganó una guerra de independencia en 1708. Sin embargo, a su muerte, el reino cayó en una entre sus hijos Ishwari Singh y Madho Singh I y los Marathas que lo llevó a la recesión.
Se convirtió en un estado principesco bajo el gobierno de la Compañía Inglesa de las Indias Orientales en 1818, después de la Tercera Guerra Anglo-Maratha. En 1947, se adhirió a la India independiente, integrándose en la India en 1949.   Tras la integración, el gobernante recibió una pensión, ciertos privilegios y el uso del título de " Maharaja de Jaipur" por parte del Gobierno de la India, que quedaron abolidos definitivamente en 1971, con la 26.ª Enmienda a la Constitución de la India. 